# Province de l'Est (Sri Lanka)
Pour les articles homonymes, voir Province de l'Est.

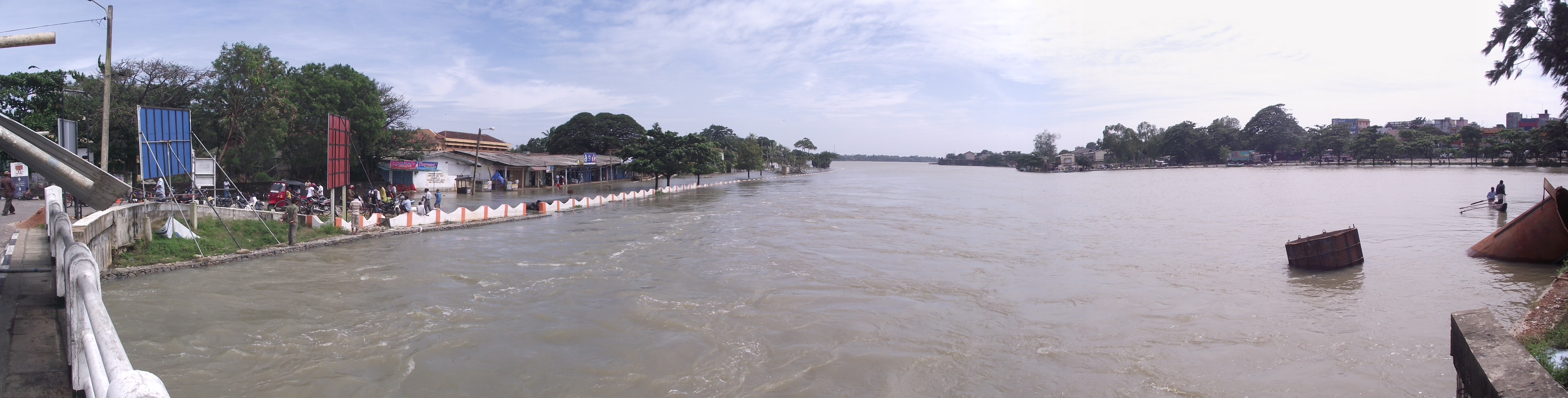
the flood in Batticaloa Lagoon

La province de l'Est (en cingalais : නැගෙනහිර පළාත (Næ̆gĕnahira Paḷāta) ; en tamoul : கிழக்கு மாகாணம் (Kil̮akku Mākāṇam)) est l'une des neuf provinces du Sri Lanka. La capitale de la 
province est Trincomalee.
Cette province a été créée en 1833 par le gouvernement colonial britannique, mais n'obtient qu'un statut officiel en 1987 grâce au 13e amendement de la Constitution du Sri Lanka. Entre 1988 et 2006, la province a été temporairement fusionnée avec la province du Nord pour former la province du Nord-Est (en).

## Histoire
En 1815, les Britanniques ont pris le contrôle de la totalité de l'île de Ceylan, puis l'ont divisé en trois structures administratives basés sur les ethnies : le bas-pays Cingalais, le centre Cingalais de Kandy, et les Tamouls du nord-est. En 1833, après les recommandations de la commission Colebrooke-Cameron, les structures basées sur les ethnies ont été modifiées pour devenir cinq provinces géographiques. Les districts de Batticaloa, de Bintenna (faisant aujourd'hui part du district de Badulla), Tamankaduva (l'ancien nom du district de Polonnaruwa) et Trinquemalay formèrent donc la nouvelle province de l'Est.
Le district de Tamankaduva a été transféré à la nouvelle province du Centre-Nord en 1873, et celui de Bintenna a été transféré à la nouvelle province d'Uva en 1886.

## Géographie
La province a une superficie de 9 996 km2. Sa côte possède plusieurs lagunes et est exposé au golfe du Bengale.

## Division administratives

### Districts
La province est constituée de trois districts :
- Trincomalee (capitale : Trincomalee), au nord,
- Batticaloa (capitale : Batticaloa), au centre,
- Ampara (capitale : Ampara), au sud.

### Villes principales
- Ampara
- Batticaloa
- Eravur
- Kalmunai
- Kattankudy
- Trincomalee

## Référence
1. ↑  « Sri Lanka: Provinces & Cities », sur citypopulation
2. ↑  (en) G. C. Medis, Ceylon Under the British, Colombo, The Colombo Apothecaries Co., 1946, 39–40 p. (lire en ligne)
3. ↑  (en) G. C. Medis, Ceylon Under the British, Colombo, The Colombo Apothecaries Co., 1946 (lire en ligne), p. 84